# Didier Lavergne
Didier Lavergne (Francia, ...) è un truccatore francese.
Ha vinto l'Oscar nel 2008 per aver truccato i protagonisti del film francese La Vie en rose.

## Filmografia parziale
- Il montone infuriato (Le Mouton enragé), regia di Michel Deville (1974)
- L'ultimo metrò (Le Dernier Métro), regia di François Truffaut (1980)
- Beowulf, regia di Graham Baker (1998)
- Il était une fois Jean-Sébastien Bach, regia di Jean-Louis Guillermou (2003)
- La vie en rose (La Môme), regia di Olivier Dahan (2007)
- L'uomo nell'ombra (The Ghost Writer), regia di Roman Polański (2010)